# 스미스소니언 천체물리학 천문대 항성 목록
스미스소니언 천체물리학 천문대 항성 목록(Smithsonian Astrophysical Observatory Star Catalogue)은 연구소의 하나인 스미스소니언 협회에서 제작한 항성의 천체 측정에 관한 목록이다. 이 목록은 1966년 스미소니언 천체 물리학 천문대에서 발표되었는데 258,997개의 항성이 포함되어 있다. 이 목록은 종전의 다양한 천체 측정 목록을 취합하여 제작되었으며 정확한 고유 운동이 알려진 약 9등급 까지의 항성이 포함되어 있다. 이 카탈로그에서 각 항목은 SAO로 시작하고 그 뒤에 숫자가 붙어 있다. 각각의 숫자는 10도 간격으로 있는 18개의 적위 띠에 따라 지정되며 각 띠에 있는 항성은 각각의 적경에 따라 정렬되어 있다.
SAO 카탈로그의 온라인 버전은 ADC/CDS 카탈로그 I/131A를 기반으로 2001년 3월 고더드 우주 비행 센터의 '고에너지 천체물리학 과학 기록물 연구 센터'(High Energy Astrophysics Science Archive Research Center, HEASARC)에서 생성되었는데, ADC/CDS 카탈로그 I/131A 목록 자체는 원래 1979년 T. A. Nagy에 의해 작성된 스미스소니언 천체물리학 천문대 항성 목록(SAO, SAO Staff)의 문자로 코딩되어 기계 판독 가능한 버전에서 비롯되었고 이 목록은 그 후 수 10년 동안에 걸쳐 수정되었다.

## SAO 카탈로그 항목의 예
- SAO 67174는 베가이다.
- SAO 113271은 베텔게우스이다.
- SAO 40012는 HD 277559이다.
- SAO 158687는 1997년 3월 천왕성에 의한 엄폐 현상으로 천왕성 고리의 발견에 이르게한 항성이다.[6]